# Ludwig Steines
Johann Ludwig Steines (* 28. Juli 1881 in Schwerdorff; † nach 1949) war ein deutscher Jurist, Rechtsanwalt und 1945/46 Landrat des Landkreises Ottweiler.

## Leben
Der Katholik Steines war der Sohn des Lehrers Jakob Steines (gestorben vor 1913 in Kreuzwald) und dessen Ehefrau Margareta Steines, geb. Schieben. Nach Ende seiner schulischen Ausbildung absolvierte er ein Studium der Jurisprudenz, nach dessen Abschluss er 1908 mit der Schrift „Die Haftung des Vertreters ohne Vertretungsmacht“ zum Dr. jur. promoviert wurde. Zum Zeitpunkt seiner Heirat 1913 war Steines als Rechtsanwalt in Metz niedergelassen.
Während des Nationalsozialismus wurde Steines von der Gestapo inhaftiert. Von seinem Wohnort Forbach aus wurde er am 20. August 1943 in das KZ Dachau verbracht. Nach Ende des Zweiten Weltkriegs war er vom 20. Juli 1945 bis zum 30. Juni 1946 Landrat des Landkreises Ottweiler. Im Anschluss wurde er Leiter des Referates für Wiedergutmachung politischer Schäden beim Regierungspräsidium Saar sowie ab dem 2. Dezember 1946 stellvertretender Präsident des Verwaltungsgerichts des Saarlandes. Steines wurde zum 31. Dezember 1949 in den Ruhestand versetzt.

## Familie
Steines heiratete am 28. April 1913 in Saarbrücken die Katholikin Margareta Josefa Paula Jacob (geboren am 4. November 1888 in Malstatt-Burbach), eine Tochter des 1913 in Saarbrücken lebenden Kaufmannes und Stadtverordneten Johann Franz Jacob (geboren 1850 in Tholey; gestorben am 7. Juni 1916 in Saarbrücken) und dessen Ehefrau Katharina Jacob, geb. Strauß.

## Publikation
- Die Haftung des Vertreters ohne Vertretungsmacht, Inaugural-Dissertation, Buchdruckerei R. Noske, Borna-Leipzig 1908. OCLC 459048258